# Herrerías
Herrerías – gmina w Hiszpanii, w prowincji Kantabria, w Kantabrii, o powierzchni 40,34 km². W 2011 roku gmina liczyła 639 mieszkańców.